# پناهگاه سنگی لشگرگاه
پناهگاه سنگی لشگرگاه مربوط به دوران پارینه‌سنگی است و در شهرستان پاوه، روستای ماکوان، روستای لشگرگاه واقع شده و این اثر در تاریخ ۱۱ مرداد ۱۳۸۴ با شمارهٔ ثبت ۱۲۴۷۷ به‌عنوان یکی از آثار ملی ایران به ثبت رسیده است.